# Thomas Thynne (Politiker, um 1578)
Sir Thomas Thynne (* um 1578; † 1. August 1639) war ein englischer Adliger und Politiker, der siebenmal als Abgeordneter für das House of Commons gewählt wurde.

## Herkunft und erste Heirat
Thomas Thynne war der älteste Sohn von Sir John Thynne aus dessen Ehe mit Joan Hayward. Sein Vater war der älteste Sohn von Sir John Thynne, der vom Sohn eines Yeoman aus Shropshire zu einem bedeutenden Landadligen in Südwestengland aufgestiegen war, seine Mutter entstammte einer wohlhabenden Londoner Kaufmannsfamilie. Thomas studierte 1592 am Brasenose College in Oxford. Als er 1594 mit seinem Studienfreund John Marvyn von Oxford nach London reiste, lernte der 16-jährige Thynne in Beaconsfield Marvyns Verwandte, die junge Hon. Maria Tuchet kennen. Er war so verliebt in sie, dass er sie am 16. Mai 1594 heimlich und ohne Wissen seiner oder ihrer Eltern heiratete. Seine Braut war eine Tochter von George Tuchet, 11. Baron Audley, ihre Mutter war Lucy Marvyn, die einzige Tochter des mit seinem Vater verfeindeten Sir James Marvyn. Aufgrund dieser Verwandtschaft hielt er die Ehe über ein Jahr geheim, da der Streit zwischen seinem Vater und ihrem Großvater zu einer gewalttätigen Fehde geworden war. Als seine Eltern von der Heirat erfuhren, kam es zum Zerwürfnis zwischen Thynne und seinen Eltern. Seine Schwiegereltern hatten seiner Braut keine Mitgift vermacht, und sein Vater versuchte vergeblich, die Ehe annullieren zu lassen. James Marvyn, der Großvater seiner Braut, versuchte jedoch, die Ehe für eine Wiederannäherung der verfeindeten Familien zu benutzen. Er überließ Thynne und seiner Frau das Gut von Compton Bassett in Wiltshire und sorgte dafür, dass Thynne bei den Unterhauswahlen von 1601 und 1604 als Abgeordneter des von ihm kontrollierten Borough Hindon gewählt wurde. Um 1601 gelang es Thynne tatsächlich, sich mit seinem Vater auszusöhnen, während seine Mutter zeitlebens versuchte, ihn von seinem Erbe auszuschließen. Sie überließ nach dem Tod seines Vaters 1604 den Familiensitz Longleat zunächst ihrem Schwager Sir Henry Townshend als Wohnsitz, und als sie 1612 starb, vermachte sie die von ihrem Vater vermachten Güter in Shropshire, darunter Caus Castle, seinem jüngeren Bruder John.

## Politische Karriere

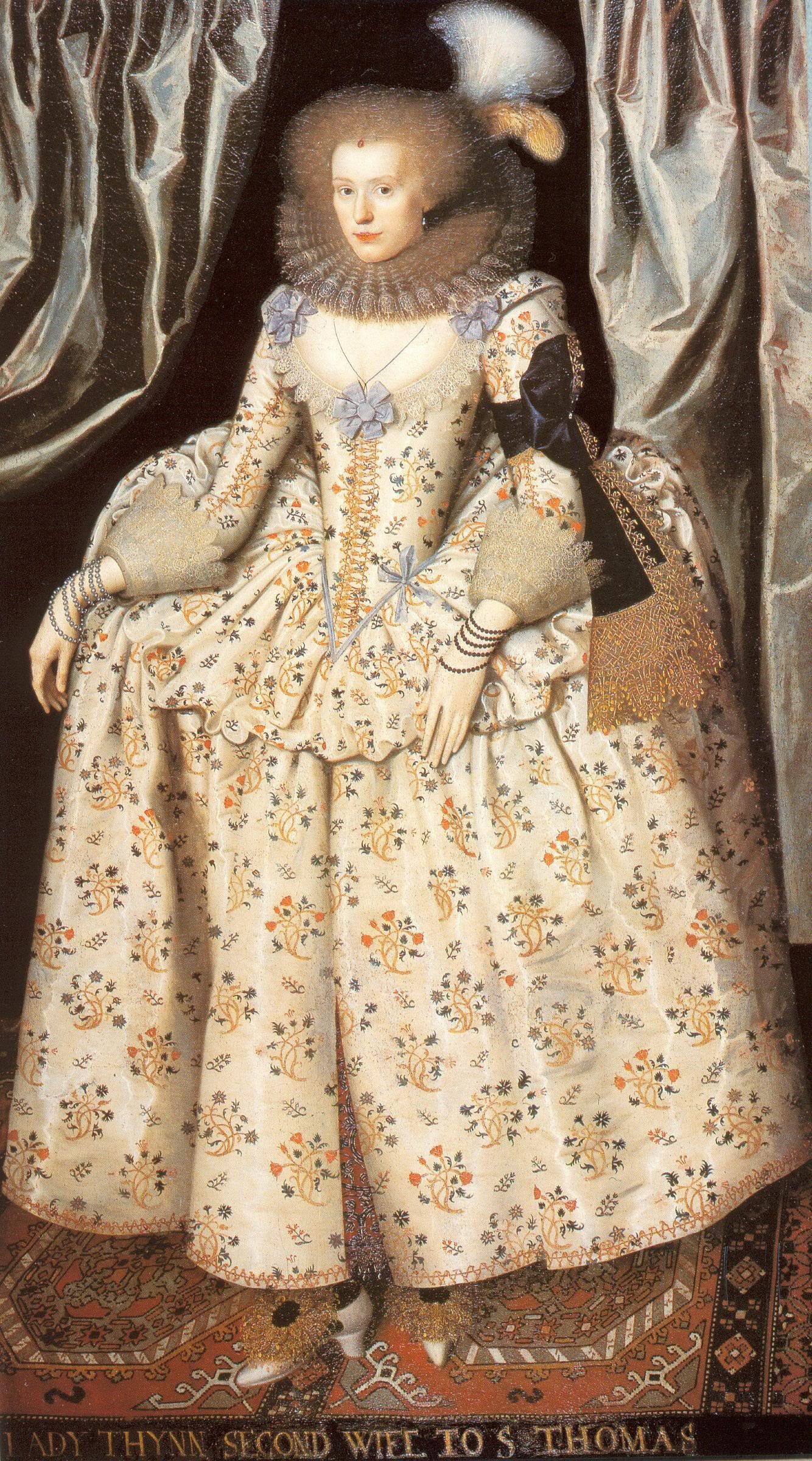
Catherine Howard, die zweite Frau von Thomas Thynne. Ölgemälde von 1618

Thynne, der in den beiden Parlamenten von 1601 und 1604 keine Rolle gespielt hatte, wurde am 20. August 1604 von König Jakob I. zum Knight Bachelor geschlagen. Anfang 1605 begleitete er Edward Seymour, 1. Earl of Hertford, den Patron seiner Familie, als dieser als Botschafter nach Brüssel reiste. Nachdem er im September zurückgekehrt war, übertrug ihm Marvyn das Amt des Colonel der Miliz von Wiltshire. Im Oktober 1605 versuchte er, anstelle seines verstorbenen Vaters den Platz als Knight of the Shire für Wiltshire einzunehmen. Das House of Commons entschied jedoch, dass dieses Vorgehen ungesetzlich war und ordnete am 9. November Nachwahlen für Wiltshire an. Im November 1607 wurde Thynne für ein Jahr Sheriff von Wiltshire. Er empfand das Amt als lästig, aufwändig und zeitraubend. Im folgenden Jahr übertrug ihm der Lord Treasurer die Verwaltung mehrerer Krongüter in Wiltshire. Mit diesen Ämtern sowie mit der Verwaltung seiner eigenen Güter fühlte sich Thynne ausgelastet, so dass er im August 1608 sein Amt als Colonel der Miliz niederlegen wollte, wovon Marvyn ihn jedoch abhalten konnte. Thynne entzog sich jedoch zum Ärger des Earls of Hertford, dem Deputy Lieutenant von Wiltshire, seiner Aufgabe als Colonel, indem er am 2. November 1608 seinen Wohnsitz nach London verlegte.
Im Oktober 1608 wurde der Besitzanspruch von Thynne auf Caus Castle durch das Privy Council in Frage gestellt und er wurde aufgefordert, seine Ansprüche zu belegen. Im folgenden Jahr erwarb er für £ 3650 das Manor von Warminster von seinem Schwager Hon. Mervyn Tuchet, was er jedoch kurz darauf als überteuert empfand und tief bereute. Nachdem seine erste Frau 1611 verstorben war, heiratete er um 1612 Catherine Howard, eine Tochter von Charles Howard. Damit festigte er seine Bindung an die mächtige Familie Howard, zu deren Gefolge er seit Beginn 1612 gehörte, verzichtete aber auf eine Kandidatur für die Unterhauswahlen 1614. In diesem Jahr wurde er Friedensrichter für Shropshire. Der Sturz von Thomas Howard, 1. Earl of Suffolk und die Ablösung von Charles Howard, 1. Earl of Nottingham 1618 brachte Thynne offensichtlich keine Nachteile. Im Dezember 1620 wurde er dank der Unterstützung seines ehemaligen Schwagers Mervyin Tuchet, der 1611 seinen Großvater James Marvyn beerbt hatte und nun Earl of Castlehaven war, wieder als Abgeordneter gewählt, dieses Mal für Heytesbury. Erneut spielte er während der Parlamentssitzungen fast keine Rolle und wurde gegen Ende der Wahlperiode Sheriff von Gloucestershire. Dies führte zu einer Debatte im House of Commons, ob ein Abgeordneter als Sheriff gewählt werden dürfe, bis am 21. November 1621 entschieden wurde, dass dies rechtmäßig sei. 1624 wurde Thynne als Abgeordneter für Heytesbury wiedergewählt, dazu wurde er Friedensrichter für Wiltshire, Gloucestershire und Somerset sowie Deputy Lieutenant für Wiltshire. 1625 bot der ehemalige Attorney General Sir Henry Yelverton Thynne für £ 8000 die Erhebung in den Stand eines Viscounts an, doch entgegen den Erwartungen lehnte er ab, obwohl er bereits zuvor an den Erwerb eines Titels gedacht hatte. Er entschloss sich stattdessen, erneut als Knight of the Shire für Wiltshire zu kandidieren und bat Sir Henry Ludlow um Unterstützung. Seine Hoffnungen zerschlugen sich, als er erfuhr, dass William Herbert, 3. Earl of Pembroke und William Seymour, 2. Earl of Hertford an seiner statt Sir Francis Seymour, Hertfords jüngeren Bruder, als Kandidaten aufstellen wollten. Daraufhin kandidierte Thynne erneut für Hindon, ebenso wie 1626. Nachdem König Karl I. im Juni 1626 das Parlament aufgelöst hatte, erhob er eigenmächtig nicht bewilligte Steuern. Thynne entrichtete 1626 die geforderte Steuer in Höhe von £ 50 und vermutlich auch die 1627 geforderte Steuer. Wie die anderen Friedensrichter aus Wiltshire weigerte er sich jedoch im Februar 1628 eine erneute Abgabe zu leisten, stattdessen wandten sie sich an das Privy Council und forderten eine Wiedereinberufung des Parlaments. Diese und andere Eingaben überzeugten den König, 1628 wieder ein Parlament einzuberufen. Thynne bewarb sich mit Unterstützung durch Sheriff Walter Long um die Kandidatur für Wiltshire, dennoch wurden Francis Seymour und William Button als Abgeordnete gewählt. Thynne musste sich wieder mit dem Mandat für Hindon begnügen. Er trug wie zuvor üblich wenig zur Arbeit des Parlaments bei, gehörte aber zu den zwölf Abgeordneten, die am 22. Juni zusammen mit dem Speaker den König um eine Vertagung des Parlaments baten. Im November 1629 wurde er für ein Jahr Sheriff von Somerset, erhielt jedoch die Erlaubnis, sein Amt von seinem Wohnsitz Longleat anstelle von einem Ort in Somerset auszuüben. Als 1631 seine Amtsführung untersucht wurde, kam heraus, dass er seine Aufgaben fast nicht wahrgenommen hatte, weshalb er eine Strafe in Höhe von £ 200 zahlen musste. Dennoch wurde er 1633 für ein Jahr auch Sheriff von Shropshire.

## Reichtum
Im Gegensatz zu seinen Aufgaben als Abgeordneter und als Sheriff, die er scheinbar nur sehr nachlässig ausführte, verfolgte er nachhaltig seine eigenen finanziellen Interessen. Durch geschickte Ausübung seines Amtes als stellvertretender Forstaufseher des königlichen Selwood Forest führte er 1633 eine Erhebung des königlichen Landbesitzes durch, nach der er Teile des Landes erwerben und so seinen beträchtlichen Grundbesitz vergrößern konnte. Er galt um diese Zeit, abgesehen von den Peers, als der reichste Engländer. Er bot Thomas Wriothesley, 4. Earl of Southampton £ 40.000, falls dieser seine Tochter heiratete, alternativ schlug er vor, dass sein ältester Sohn eine von Southamptons Töchter heiraten würde, auch wenn die Braut keine Mitgift erhalten würde. Dennoch kam keine der angedachten Heiraten zustande.
Er wurde in einem aufwändigen Begräbnis in der Familiengruft von Longbridge Deverill beigesetzt.

## Nachkommen
Aus seiner ersten Ehe mit Maria Tuchet hatte er drei Söhne und eine Tochter, darunter:
- Sir James Thynne (1605–1670), MP;
- Sir Thomas Thynne (um 1610–1669), MP;

Aus seiner zweiten Ehe mit Catherine Howard hatte er drei Söhne und eine Tochter, darunter:
- Sir Henry Frederick Thynne, 1. Baronet (1615–1680).

In seinem Testament verlangte er von seiner Witwe, ihre Mitgift zur Versorgung seiner Söhne aus seiner ersten Ehe zu übertragen, anderenfalls sollte sie von seinem Testament ausgeschlossen werden. Sie verweigerte daraufhin die Bezeugung des Testaments. Aber auch sein ältester Sohn James war über die Bestimmungen des Testaments erbost und beschuldigte seine Stiefmutter, das Testament zu ihren und zu Gunsten ihrer Kinder beeinflusst zu haben. In der Folge kam es zwischen Thynnes Kindern zu erbitterten Prozessen. König Karl I. versuchte vergeblich, eine Einigung zu erzielen. Letztlich erbte zunächst sein ältester Sohn James Longleat, während sein Sohn Henry Frederick zum Baronet erhoben und schließlich zum Stammvater der Marquesses of Bath wurde.